# برمجة المصفوفات
في علوم الحاسوب يُشِير مصطلح برمجة المصفوفات (بالإنجليزية: Array programming)‏ إلي الحلول التي تسمح باستخدام العمليات على مجموعة كاملة من القيم دفعة واحدة. وتستخدم هذه الحلول عادة في الإعدادات العلمية والهندسية. وتتميز برمجة المصفوفات بالسرعة والكفاءة في معالجة البيانات، حيث يمكن تنفيذ العمليات على جميع العناصر في المصفوفة بشكل موزون، وذلك بدلاً من تطبيقها على عناصر المصفوفة بشكل منفرد. وتساعد برمجة المصفوفات على تحسين أداء البرامج وتقليل وقت التنفيذ، مما يساعد في تحسين الإنتاجية والكفاءة في العملية العلمية أو الهندسية.